# Àcid fosfínic
Àcid hipofosforós (HPA), o àcid fosfínic, és un fòsfor oxiàcid i un potent agent reductor amb la fórmula molecular H₃PO2. És un compost incolor de baixa fusió, que és soluble en aigua, dioxà i alcohols. La fórmula d’aquest àcid s’escriu generalment H₃PO₂, però una presentació més descriptiva és HOP(O)H₂, que ressalta el seu caràcter monopròtic. Les sals derivades d’aquest àcid s’anomenen hipofosfits.